# 那琴乡
那琴乡，是中华人民共和国广西壮族自治区防城港市上思县下辖的一个乡镇级行政单位。

## 行政区划
那琴乡下辖以下地区：
那琴村、那俩村、排柳村、桃岭村、标榜村、那通村、那琶村、联惠村、龙楼村和汤妈林场生活区。